# Middle Temple
L'Honorable Société du Middle Temple (en anglais The Honourable Society of the Middle Temple) est l'une des quatre Inns of Court, qui se trouve autour du Royal Courts of Justice de Londres (Angleterre) :  Inner Temple  représente un des quatre centres de formation des  barristers.
Son nom provient du fait que chacun de ces « instituts de formation » est installé dans les locaux d'une partie de l'église du Temple fondée au XIIe siècle par les Templiers anglais, qui devint propriété de la Couronne en 1307 après l'anéantissement de l'ordre du Temple. Par la suite, celle-ci fut donnée à l'ordre de Saint-Jean de Jérusalem, qui loua dès 1312 le temple aux deux universités d'avocats : l’Inner Temple et le Middle Temple, qui se partagèrent alors l'utilisation de l'édifice.

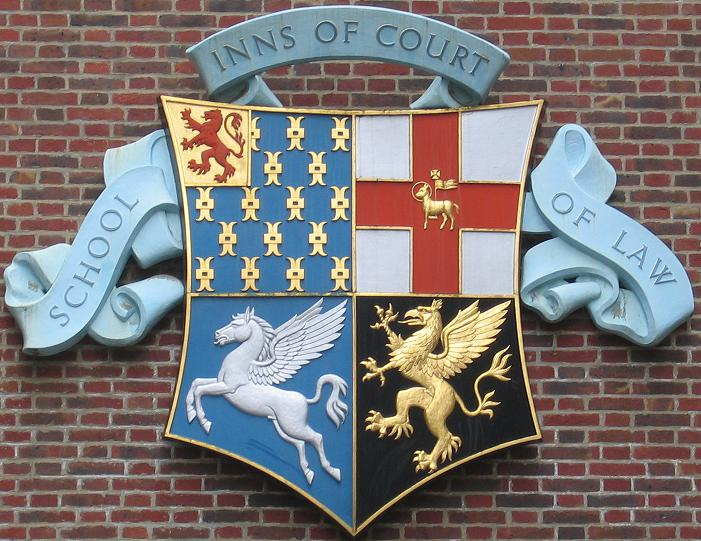
Armoiries combinant celles des quatre Inns of Court. Celles du Middle Temple constituent le 2e quartier, en haut à droite.
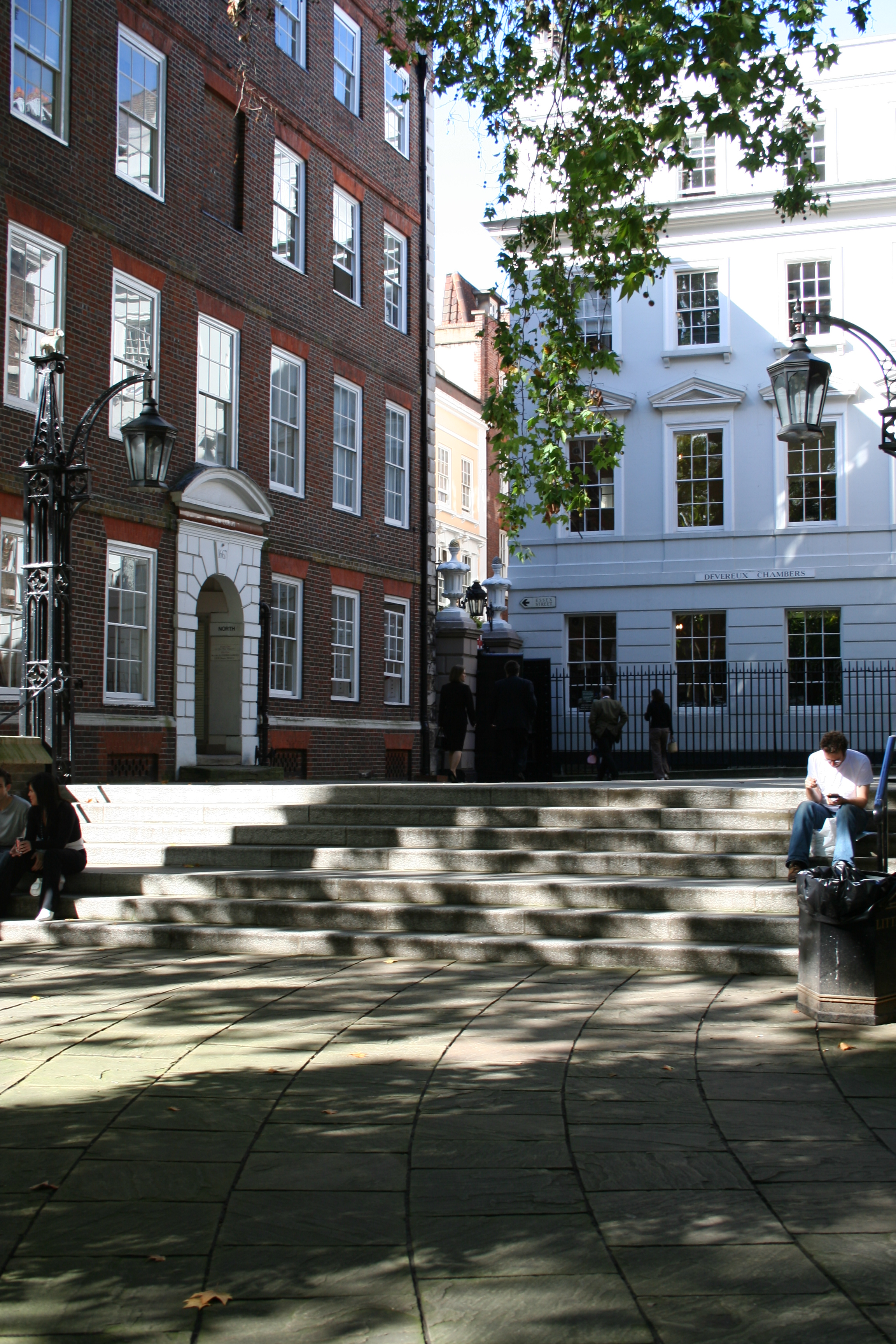
Le Middle Temple aujourd'hui.